# Вакацу-Мару
Вакацу-Мару — транспортне судно, яке під час Другої світової війни брало участь у операціях японських збройних сил на Тихому океані. 
Судно спорудили як SS Glenlyon в 1917 році на верфі Charles Connell & Co. у Скотстоуні (Глазго) для компанії Furness Withy & Co. Ltd.. З 1922-го його під назвою SS Indian Prince використовувала Prince Line Ltd, а в 1936-му новим власником стала грецька компанія Georgilis P. S. & Cosmas A. I., що змінила назву на SS Andreas. 
В 1941 році судно перебувало в Нідерландській Ост-Індії, де було захоплене японцями та передане Імперські армії як «Вакацу-Мару». 2 квітня 1942-го «Вакацу-Мару» разом зі ще 44 транспортами вийшло з Сінгапуру в межах операції по доставці 18-ї піхотної дивізії до Бірми (Другий бірманський конвой). 7 квітня конвой досягнув Рангуну.
В липні 1942-го Імперська армія Японії демобілізувала судно, що опинилось у компанії Shimatani Kisen. Відомо, що щонайменше у грудні 1942 – лютому 1943 судно здійснювало рейси на півночі Японського архіпелагу.
В червні 1943-го «Вакацу-Мару» реквізували для Імперської армії, після чого воно стало до роботи у Південно-Східній Азі0. Так, відомо що в липні воно прослідувало до Сінгапура, а на початку жовтня було у Такао (наразі Гаосюн на Тайвані), звідки 3 – 6 жовтня перейшло в конвої до Маніли. 
12 – 29 жовтня 1943-го «Вакацу-Мару» прослідувало в конвої H-2 з Маніли через Себу до острова Хальмахера (північна частина Молуккського архіпелагу), а 9 – 11 листопада перейшло з конвоєм до Манокварі на північному узбережжі півострова Чендравасіх (північно-західне завершення Нової Гвінеї). В подальшому судно полишило Нову Гвінею та досягнуло Сурабаї (головна база на сході острова Ява).
7 грудня 1943-го «Вакацу-Мару» вийшло в конвої KAI-13 з Сурабаї до острова Тимор. Вранці 8 грудня на судні виникла пожежа, що змусило конвой змінити курс та підійти до сотрова Кангеан. 10 грудня пожежу вдалось приборкати і конвой зміг відновити свій рух та прибув до Ділі, де вранці 15 грудня був виявлений та обстріляний групою австралійських літаків Beaufighter. Доповідь останніх про наявність в районі Тимору транспортів з військами («Вакацу-Мару» дійсно вийшов з Сурабаї із щонайменше 120 військовослужбовцями на борту) підштовхнула командування продовжити повітряні атаки. Увечері 15 грудня 5 бомбардувальників B-25 з нідерландськими екіпажами атакували конвой та поцілили один з транспортів кількома бомбами. Судно затонуло і наступної доби було добите береговою артилерією. За однією з версій, це було «Вакацу-Мару», за іншою – інший транспорт того ж конвою «Генмей-Мару». 17 грудня під час чергової атаки Beaufighter білі північно-східного узбережжя Тимору був потоплений і другий транспорт конвою («Генмей-Мару» або «Вакацу-Мару», в залежності від версії).
Разом з «Вакацу-Мару» загинуло 6 членів екіпажу та 14 військовослужбовців.